# Batillipes gilmartini
Batillipes gilmartini är en djurart som tillhör fylumet trögkrypare, och som beskrevs av McGinty 1969. Batillipes gilmartini ingår i släktet Batillipes och familjen Batillipedidae. Inga underarter finns listade i Catalogue of Life.